# سلفاتوري جوليانو (فلم)
سلفاتوري جوليانو (بالإيطالية: Salvatore Giuliano) هو فيلم من عام 1962 من إخراج الإيطالي فرانشيسكو روسي. تم تصويره بأسلوب وثائقي واقعي جديد غير خطي. يروي الفيلم حياة المتورطين مع قاطع الطريق الصقلي الشهير سلفاتوري جوليانو. جوليانو خارج الشاشة في أغلب الفيلم، ويظهر كجثة.

## وصلات خارجية
- سلفاتوري جوليانو على موقع IMDb (الإنجليزية)
- سلفاتوري جوليانو على موقع روتن توميتوز (الإنجليزية)
- سلفاتوري جوليانو على موقع نتفليكس (الإنجليزية)
- سلفاتوري جوليانو على موقع ألو سيني (الفرنسية)
- سلفاتوري جوليانو على موقع Turner Classic Movies (الإنجليزية)
- سلفاتوري جوليانو على موقع أول موفي (الإنجليزية)
- سلفاتوري جوليانو على موقع فيلمافينيتي (الإسبانية)
- سلفاتوري جوليانو على موقع قاعدة بيانات الأفلام السويدية (السويدية)
- سلفاتوري جوليانو على موقع قاعدة بيانات الفيلم (الإنجليزية)
- سلفاتوري جوليانو على موقع ليتربوكسد (الإنجليزية)

1. 1 2  وصلة مرجع: http://www.nytimes.com/reviews/movies. الوصول: 30 يونيو 2016.
2. 1 2  وصلة مرجع: http://www.imdb.com/title/tt0055399/. الوصول: 30 يونيو 2016.
3. ↑  وصلة مرجع: http://www.filmaffinity.com/en/film396544.html. الوصول: 30 يونيو 2016.